# Parafia Stygmatów św. Franciszka z Asyżu w Alwerni
Parafia Stygmatów św. Franciszka z Asyżu w Alwerni – parafia rzymskokatolicka należąca do dekanatu Babice archidiecezji krakowskiej w Alwerni.
Parafia jest prowadzona przez bernardynów z klasztoru w Alwerni.

## Historia parafii
Została utworzona w 1983.
Kościół parafialny wybudowany w 1 połowie XVII wieku, konsekrowany w 1667.

## Wspólnoty parafialne
- Akcja Katolicka
- Liturgiczna Służba Ołtarza
- Franciszkańska Młodzież Oazowa
- Franciszkański Zakon Świeckich
- Schola Liturgiczna
- Grupa Misteryjna "Pascha"
- Żywy Różaniec
- Krąg biblijny

## Zasięg parafii
Ulice: Bernardyńska, Osiedle Chemików, Garncarska, Osiedle Kamionki, Kasztanowa, Klasztorna, Korycińskiego, Kwiatowa, Mickiewicza nry parzyste, Modrzewiowa, Ogrodowa, Olszewskiego, Patelskiego nry parzyste, Pręty, Prusa, Rynek, Sadowa, Sienkiewicza, Skłodowskiej, Słoneczna, Wiosenna, Wróblewskiego, Zacisze, Żaczków 1-3.